# Just like a Woman (canção)
"Just Like a Woman" é uma canção do cantor e compositor Bob Dylan, lançada em seu sétimo álbum de estúdio Blonde on Blonde, de 1966. Foi lançada como um single nos Estados Unidos durante agosto de 1966 e alcançou a posição de número 33 na Billboard Hot 100. A gravação de "Just Like a Woman" não foi lançada como um single no Reino Unido, mas o grupo britânico de música beat Manfred Mann lançou uma versão single de sucesso da canção em julho de 1966, o qual alcançou a posição de número 10 nos gráficos da UK Singles Chart. Em 2011, a revista Rolling Stone classificou a versão original desta música na 232ª posição em sua lista das 500 Maiores Músicas de Todos os Tempos.

## Escrita e gravação
Nas notas de seu álbum de compilação Biograph (1985), Dylan afirmou que escreveu a letra desta canção em Kansas City no dia de Ação de Graças, em 25 de novembro de 1965, durante uma turnê. No entanto, depois de ouvir as fitas da sessão de gravação em seu trabalho sobre esta música no estúdio de Nashville, o historiador Sean Wilentz escreveu que o músico improvisou as letras no estúdio, cantando "versos desconectados e meio sem sentido". Inicialmente estava sem saber o que a pessoa descrita na canção fazia "como uma mulher", rejeitando "gemer", "acordar" e "comete erros". O espírito de improvisação se estende até a banda tentar, na quarta tomada, uma "versão estranha, em duplo tempo", algo entre ska jamaicano e Bo Diddley.
Clinton Heylin analisou sucessivas versões da canção dos chamados papéis de Blonde On Blonde, documentos que acredita que foram deixados para trás por Dylan ou roubados de seu quarto de hotel em Nashville. O primeiro rascunho tem um primeiro verso completo, um único dístico do segundo verso, e outro dístico do terceiro verso. Não há nenhum vestígio de refrão na música. Em sucessivos rascunhos, Dylan acrescentou linhas esporádicas para estes versos, sem nunca escrever o refrão. Isto levou Heylin a especular que o músico estava escrevendo as palavras enquanto Al Kooper tocava a melodia repetidamente no piano no quarto de hotel, e o refrão era uma "formulação de última hora no estúdio". Kooper explicou que ele iria tocar piano para Dylan em seu quarto de hotel, para auxiliar o processo de escrita da canção, e, em seguida, iria mostrar as melodias para os músicos de estúdio durante as sessões de gravação.
A tomada mestre de "Just Like a Woman" foi produzida por Bob Johnston e gravada no Columbia Studios, em Nashville, Tennessee em 8 de março de 1966, durante a gravação de Blonde on Blonde, seu sétimo álbum de estúdio. A música apresenta uma melodia em cadência, apoiada por um violão de cordas de nylon delicadamente apoiado e instrumentação de piano, resultando indiscutivelmente na faixa mais comercial do álbum. Os músicos que o apoiaram na trilha incluem Charlie McCoy, Joe South e Wayne Moss na guitarra, Henry Strzelecki no baixo, Hargus "Pig" Robbins no piano, Al Kooper no órgão e Kenny Buttrey na bateria. Embora o guitarrista regular do cantor, Robbie Robertson, esteve presente na sessão de gravação, ele não tocou na canção.
Esta exploração de artifícios e vulnerabilidade feminina foi amplamente especulada — "pelo menos por seus conhecidos no séquito Factory de Andy Warhol" — ser sobre Edie Sedgwick. A referência à propensão da personagem por "confusão, anfetamina e pérolas" sugere Sedgwick ou alguma debutante semelhante, de acordo com Heylin. "Just Like a Woman" também tem gerado rumores de que teria sido escrita sobre a relação de Dylan com sua colega e cantora folk Joan Baez. Em particular, tem sido sugerido que os versos "Por favor, não conte que você me conheceu quando [...] Eu era pobre e aquele era o seu mundo" pode referir-se aos primeiros dias de seu relacionamento, quando Baez era mais famosa do que ele.
Discutindo se a base biográfica desta canção é importante, o crítico literário Christopher Ricks argumentou, "Todo mundo pode compreender os sentimentos e as relações descritas na música, então por que isso importa se Dylan a escreveu com uma mulher em mente?"
Além de sua aparição em Blonde on Blonde, "Just Like a Woman" também aparece em várias compilações do músico, incluindo Bob Dylan's Greatest Hits, Masterpieces, o próprio Biograph, The Best of Bob Dylan, Vol. 1, The Essential Bob Dylan, e Dylan. Gravações ao vivo da canção têm sido incluídas em Before the Flood (gravado em fevereiro de 1974), Bob Dylan at Budokan (gravado em março de 1978), The Bootleg Series Vol. 4: Bob Dylan Live 1966, The "Royal Albert Hall" Concert (gravado em maio de 1966), e The Bootleg Series Vol. 5: Bob Dylan Live 1975, The Rolling Thunder Revue (gravado em novembro de 1975).
Dylan cantou a música com George Harrison e Ravi Shankar no Concerto para Bangladesh em 1971 e, consequentemente, uma gravação ao vivo do que é destaque no álbum The Concert for Bangladesh.

## Suposta misoginia
A música tem sido criticada por supostamente conter misoginia em suas letras. Alan Rinzler, em seu livro Bob Dylan: The Illustrated Record, descreve a música como "um assassinato de caráter devastador [...] o mais sarcástico, mais desagradável de todos os antigos amores suprimidos de Dylan." Em 1971, o escritor Marion Meade do New York Times escreveu que "não há nenhuma discografia mais completa de insultos sexistas", e passou a notar que a música Dylan "define traços naturais das mulheres como a ganância, hipocrisia, lamúrias e histeria." O biógrafo Robert Shelton observou que "título é uma banalidade macho que justificadamente irrita as mulheres", embora Shelton acreditava que "Dylan esta ironicamente brincando com a banalidade."
No entanto, o crítico musical Paul Williams, em seu livro Bob Dylan: Performing Artist, Book One 1960 - 1973, tem combatido as alegações de misoginia, salientando que Dylan canta num tom afetuoso do começo ao fim. Ele ainda faz comentários sobre a canção dizendo que "não há um momento na música, apesar das pequenas piadas e as confissões de dor, em que você não pode ouvir o amor em sua voz." Williams também alega que um tema central da canção é o poder que a mulher descrita na letra da música tem sobre Dylan, como evidenciado pelos versos "Eu era pobre e aquele era o seu mundo."
Bill Janovitz, em sua revisão publicada pela Allmusic, observou que, no contexto da canção, Dylan "parece na defensiva [...] como se ele tivesse sido acusado de provocar a degradação da mulher. Mas ele leva um pouco da culpa também; ele foi claramente pego pela mulher no início, mas, aparentemente, amadureceu um pouco e viu através de 'seu nevoeiro, sua anfetamina e suas pérolas.'" Janovitz conclui observando que "Certamente não é misógino olhar para um relacionamento pessoal, do ponto de vista de um dos envolvidos, seja ele homem ou mulher. Não há nada no texto a sugerir que Dylan tem um desrespeito, muito menos um ódio irracional, em relação as mulheres em geral". Da mesma forma, Christopher Ricks pergunta, "poderia alguma vez haver qualquer arte desafiadora sobre homens e mulheres, onde acusações simplesmente não surgem?" Ricks escreveu que o falante na canção parece referir-se a uma mulher que ocasionalmente joga seu "cartãozinho": "Alguém que tem momentos em que ela regride a ser infantil — que não pode viver com a melhor parte de si mesma." Além disso Gill argumenta que a "delimitação" chave na música não é entre homem e mulher, mas entre a mulher e a menina, então a questão é "de maturidade em vez de gênero".

## Regravações
"Just Like a Woman" foi regravada por uma variedade de diferentes bandas e artistas, incluindo Stevie Nicks, Radka Toneff, Roberta Flack, Manfred Mann, Nina Simone, The Byrds, Joe Cocker, Van Morrison, Jeff Buckley, Rod Stewart, Counting Crows, Gregg Allman, Richie Havens, Howard Hewett e Something Corporate.